# Klio (planetka)
(84) Klio je planetka nacházející se v hlavním pásu asteroidů. Její průměr činí asi 79 km. Byla objevena 25. srpna 1865 německým astronomem R. Lutherem.